# De Jungleclub
Ouwehands Jungleclub was een Nederlands televisieprogramma op RTL 8 Telekids. 
De serie draaide om Bamboo Bill, gespeeld door acteur Huug Duin, die ook de muziek en liedjes schreef voor de serie.  Bamboo Bill is een avonturier die woonde in Ouwehands Dierenpark Rhenen. 
De Jungleclub werd geschreven en geproduceerd door Remko Peters (Rem de Moor).
In 2012 zijn de eerste 65 afleveringen opgenomen. In 2013 werden er ook 65 afleveringen geproduceerd. In 2014 werden er nog eens 35 afleveringen gemaakt. In 2015 en 2016 zijn er 17 Jungleclub Flitsen opgenomen.
Naast de tv-afleveringen zijn er ook nog een aantal muzikale theatervoorstellingen gemaakt door Peters en en componist Huug Duin, die te zien waren in Ouwehands Dierenpark. In totaal hebben meer dan 1.4 miljoen mensen die voorstellingen bezocht.
In het najaar 2018 is Bamboo Bill vertrokken uit Ouwehands Dierenpark Rhenen.
In mei 2022 zal Bamboo Bill weer te zien zijn in Ouwehands dierenpark; “terug van weggeweest”.

## Verhaal
Ouwehands Jungleclub speelt zich grotendeels af in en rondom Ouwehands Dierenpark Rhenen. In de serie speelt avonturier Bamboo Bill (Huug Duin) de hoofdrol. Hij is in het dierenpark geland met zijn vliegtuig en vindt sindsdien het avontuur tussen de dieren.  Dieren en natuur staan centraal in de humoristische en soms spannende verhalen van Bamboo Bill. Bamboo Bill is dol op huisdieren en hij is onafscheidelijk van zijn goede vriend Roger, een lief konijn.

## Rolverdeling
- Bamboo Bill (Huug Duin)
- Toendra Tony (Gaby Jansen)
- Mountain Mike (Edwim Peters)
- Jungle Jack (Leon van Uden)
- River Rose (Marie Louise O'Herne)
- Dieren Dirk (Dirk-Jan van der Kolk)
- Prairie Pipp (Charlotte Oosterwegel)
- Roger het Konijn (Knabbel ten Hagen)